# 서양 중세의 교육

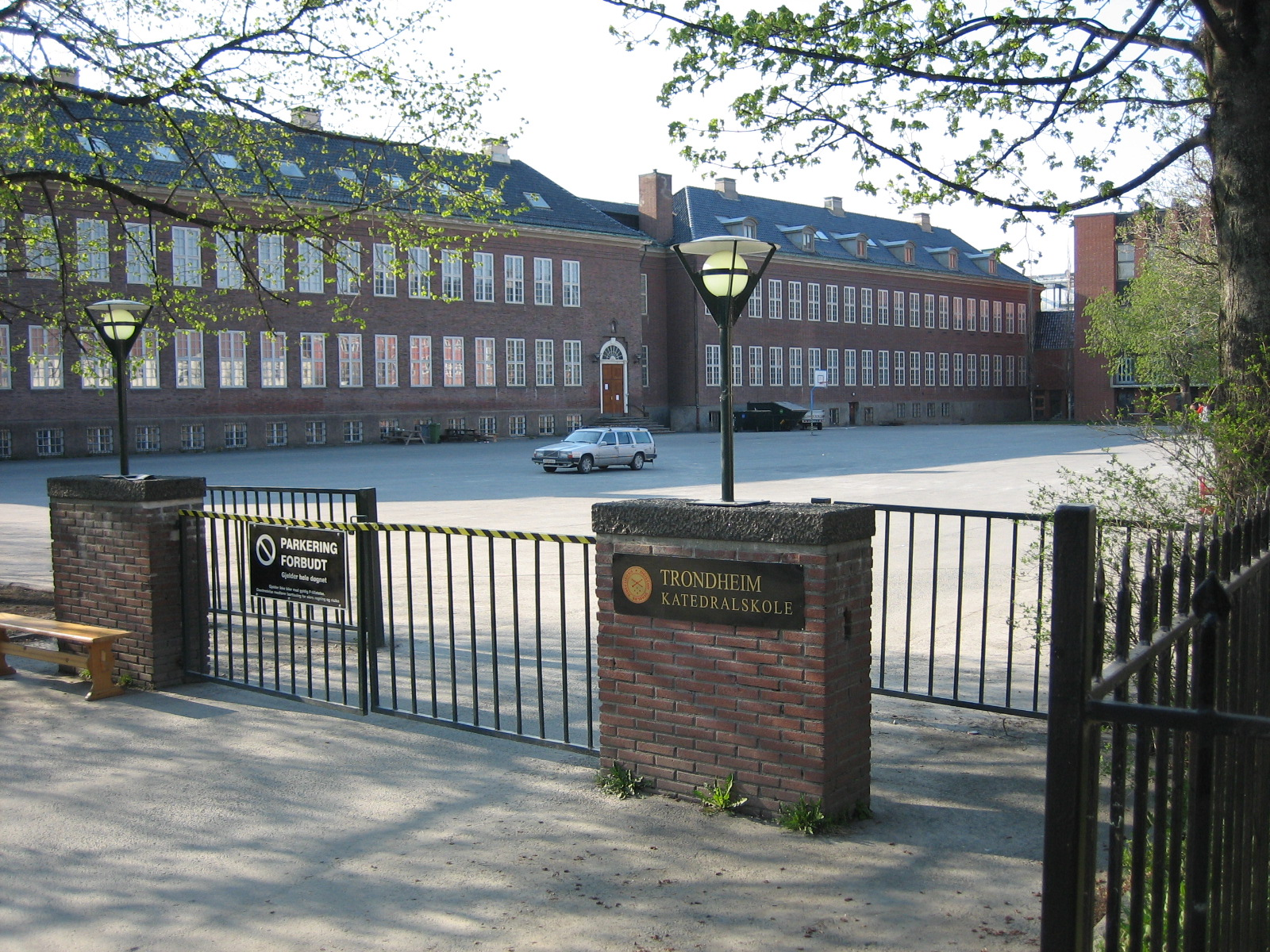
중세 초기의 고등교육기관이었던 대성당학교 중의 한 곳인 트론헤임 대성당학교.

중세란 서로마 제국이 멸망한 476년부터 동로마 제국이 멸망한 1453년까지의 약 1,000년의 시기이다. 서로마 제국이 게르만 민족의 대이동에 의해 멸망한 이후 유럽의 역사는 새로운 국면을 맞이하게 되었다. 이전의 로마의 통일성은 사라졌지만 민족의 대이동으로부터 내외적 통일성이 재건되었다. 이러한 문화 재건에서 기독교와 고대 그리스ㆍ로마의 문화가 중추적인 역할을 하였다. 거대하고 통일된 규범과 질서에 의해 모든 현상들이 하나의 큰 전체 속으로 편입되면서 중세의 시대적 통일성이 형성되었다. 로마의 제국적인 사상, 기독교적인 동기, 게르만 민족으로부터 전래된 관습 등에서 엄격한 계급 규정을 지닌 봉건국가가 출현하였다.
중세는 고대의 문화와 사상을 바탕으로 기독교 사상에 의해 시대적 통일성이 형성된 시기로, 모든 분야에서 단결된 요소가 등장하였다. 이러한 중세의 종교적 통일성은 교육이념과 내용의 통일성을 가져왔으며, 단일한 교육제도의 형성을 가능하게 하였다. 그리하여 중세 전반에는 기독교 교화를 목적으로 한 기독교 학교제도가 발달하였다.
중세 중반기로 접어들면서 세속적 교육이 성장하였다. 게르만 민족의 교화책으로서 카롤루스 대제를 중심으로 한 교육사업이 전개되었고 봉건제도와 함께 기사교육이 정비되었다. 농민 계급을 위한 특별한 학교가 설립되지는 않았다. 농민 계급의 자녀들은 가정 안에서 생활과업을 배웠기 때문이다. 중세 후반에 이르러 봉건 제도가 붕괴되어 도시가 발달함에 따라 시민사회과 성립되었다. 이에 따라 세속 교육기관으로서 시민학교와 대학이 출현하였다.
이와 같이 중세에는 기독교가 종교적 통일성을 이룸으로써 주로 기독교적 교육이 실시되었지만, 기독교적 교육과 함께 세속적 교육도 존재했던 것이다. 물론 세속적 교육도 어느 정도까지는 기독교의 영향을 받았다고 볼 수 있다.

## 기독교 교육

### 교육에서의 기독교
헬레니즘화된 로마 세계 안으로 기독교가 전파되었다. 서로마 제국 말기에 지배계급은 향락과 사치에 빠지고 대중은 도탄에 빠졌다. 이로 인해 로마인들은 정신적인 위안을 기독교에서 얻고자 하였다. 신의 사랑과 그리스도 안에서 속죄로부터 오는 복음을 강조했기 때문에 기독교가 로마사회로 강하게 수용되었다.
초기 기독교 교회는 자유인과 노예를 구분하지 않았다. 신이 볼 때 인간은 자유민, 노예, 그리스인, 로마인, 남자, 여자가 아니라 단지 신의 창조물이며 자녀인 것이다. 따라서 로마 제국 말기의 무정부상태와 이에 다른 질병과 기아라는 악조건에서 민중들은 정신적으로 의지할 곳을 기독교에서 구하게 되었다. 이제 로마 제국은 기독교화된 로마가 된 것이다. 서로마 제국이 멸망한 후 정치권력이 분산되자 로마교회가 정치세력을 압도하게 되었다. 교회의 권한이 강해지자 신자의 수가 많아지게 되었다. 이에 교회는 로마 제국의 행정체제를 모방하여 교회제도를 정비하였다. 로마 교회는 프랑크 왕국과 손을 잡고 게르만 민족을 개종하는 일에 착수하는 한편, 서구에 기독교를 널리 전파하였다.
중세사회에서 기독교 종교는 논쟁의 여지가 없는 기본 토대이며 이상적인 표준점이었다. 교회는 모든 것을 포괄하고 규정짓는 최고의 힘을 지녔다. 교회는 국가를 대신하여 교육의 권위를 지니게 되었으며, 교육의 실질적인 제공자와 지도자가 되었다.

### 기독교 학교제도

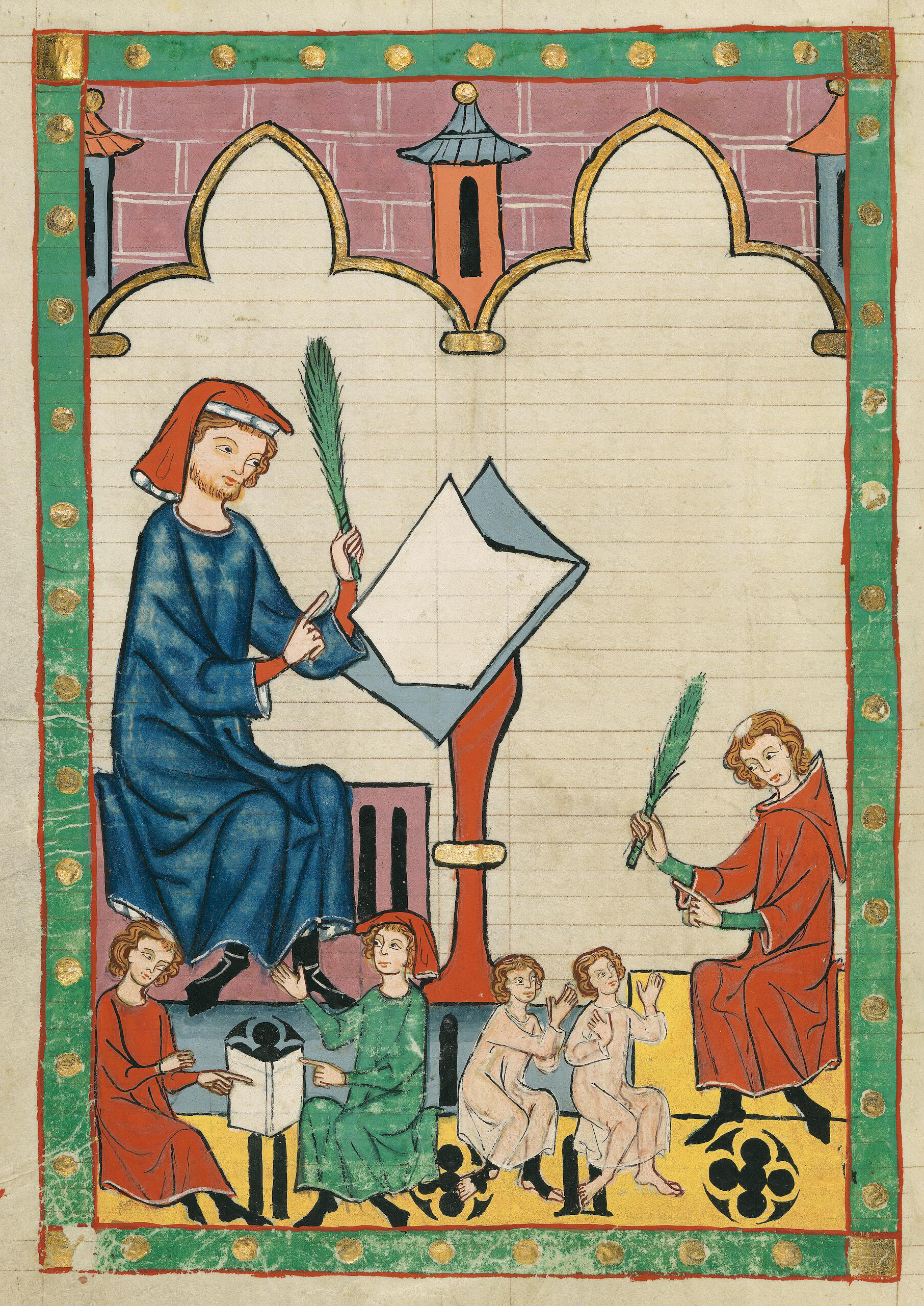
중세 고급문답학교에서의 교육

기독교 사상에 의한 중세의 통일성은 교육이념과 내용의 통일성을 가져왔으며, 단일한 기독교 학교제도의 형성을 가능하게 하였다. 중세 기독교교육은 인간을 순종(섬김)과 신앙으로 이끌고 기독교적 완전성으로 엮는 것이었다. 그리하여 인간을 종교적 교회 공동체의 구성원으로 만들어 천국의 시민이 되도록 하는 것이었다. 이러한 목적을 위해 각 교회에는 이교도를 개종시키거나 세례를 받지 않은 사람들에게 기독교의 기본 교리를 가르치기 위해 문답학교(Catechumenal School)가 세워졌다. 그러나 중세에서 학교는 일차적으로 성직자를 양성하는 것이 목적이었고 교사들 대부분도 성직자였다. 이러한 연관에서 교회에는 문답학교의 교사 및 교회 지도자를 양성하기 위한 고급문답학교(Catechetical School)가 있었다. 또한 좀 더 수준높은 교육을 통해서 교회 성직자를 양성하기 위해 각 교구의 대성당 소재지에 대성당 학교(Cathedral School)가 세워졌다. 대성당 학교는 기독교 교육기관 중에서 가장 높은 고등교육기관으로서 중세교육의 중심을 이루게 되었으며 중세 기독교 사상 발상의 근원이 되었다. 기독교 교리의 이론적 틀을 마련한 스콜라 철학도 이 학교의 교사들(Scholasticus)이 중심이 되어 전개된 것이다.
중세 전반기에 출현한 중요한 교육기관으로서 수도원학교(Monastery School)가 있다. 수도원학교는 수도사를 양성하기 위해 수도원에 부설된 학교를 의미하는 것으로서, 원래 수도사를 양성하는 것이 목적이었으나 나중에는 극히 일부 수도원에서 일반 아동도 수용하여 가르쳤다. 교육과정은 초등과정과 고등과정으로 나누어 실시되었다. 초등과정에서는 읽기, 쓰기, 셈하기의 기본 교과와 음악, 라틴어, 문법, 시편 암기 등이 포함되어 있었다. 고등과정에서는 ‘7가지 자유교과’가 교육되었다. 그 밖에 수도원은 농경, 목공, 야금, 직물 등의 일을 통해 노동의 신성성을 보였으며, 고전을 필사하고 보존하여 고대의 문화를 전수하는 역할을 하였다.
중세 시대에 교회가 교육을 담당하게 된 것은 근본적으로 교육 그 자체가 좋아서라기보다는 교육이 없이는 교회의 일을 제대로 할 수 없었기 때문이다. 교육이 교회의 전적인 권한으로 실시됨으로써 교육의 목적은 현세가 아닌 내세에 있었으며, 그에 따라 교과목의 내용도 달라졌다. 어떠한 형식으로 실시되든지 교육을 하는 궁극적인 이유는 신앙에 도움이 되도록 하는 데 있었다. 그리하여 교육받은 사람의 전형적인 모습은 교양을 갖춘 실무자가 아니라 교육받은 성직자였다.

## 세속교육

### 기사교육
기사는 봉건사회에서 매우 중요하고 인기 있는 존재였다. 봉건적 주종관계의 편성이 진행되는 과정에서 기사의 신분이 확립되어 갔다. 무엇보다도 십자군 원정 이후 특별한 의미를 지니게 된 기사계급이 자신들의 고유한 문화와 교육을 발달시켰다. 기사양성을 위한 어떤 특별한 교육기관은 없었다. 이는 그들에게 이론적인 교양교육과 지식보다는 생활기술, 태도, 내적 생활양식 등이 중요했다는 사실과 연관이 있기도 할 것이다.
특별히 학교가 있었던 것은 아니지만 기사자격을 얻을 때까지의 수업 과정은 엄격하였으며 제도적으로 상당히 표준화되어 있었다. 기사는 우선 기사 가문의 출신이어야 했으며, 6세까지는 가정에서 어머니나 시녀로부터 순종의 미덕과 경건한 신앙심, 예의범절 등을 훈련받았다. 7세에 부모를 떠나 13세까지 영주의 저택이나 궁정에서 궁정생활의 예의 범절을 배우고 종교의식, 읽기, 쓰기 등의 교양을 익혔으며 무예를 배웠다. 14세부터 20세까지는 장래에 기사가 되기 위한 경험을 쌓았다. 기사로서 필요한 일곱 가지 기예(승마, 수영, 궁술, 검술, 수렵, 체스, 시짓기)를 비롯하여 기사가 되기 위한 소양을 전반적으로 익혔다. 21세가 되어 기사로서의 모든 자격이 구비되면 특별한 의식을 거친 후에 비로소 기사가 될 수 있었다. 이러한 기사교육의 내용은 시대가 지나감에 따라 더욱 다양화되고 세련되어 갔다. 기사제도가 사라진 후에도 기사교육은 귀족과 왕족의 교육, 신사교육의 지표로서 영향을 끼쳤다.

### 시민교육의 발달
십자군 원정의 결과 이탈리아를 중심으로 도시가 발달하게 되었다. 이러한 상황에서 시민사회가 성립되고 신흥 시민계급이 형성되었다. 새로 대두된 시민계급은 자신들에게 적절한 세속적이고 현실적인 교육을 요구하게 되었다. 처음에 수공업자나 상인들은 자신의 자녀들을 얼마동안 기존의 수도원학교(Monestery School)나 교회 부설학교에서 보냈다. 여기서 어린이들은 간단한 읽기와 쓰기, 셈하기를 교육받았다.
그러나 13세기에 도시가 더욱 번창하게 되면서부터 도시 고유의 시립학교(Town School; Municipal School)들이 세워졌다. 이 도시학교들은 교회학교제도의 정신을 따랐지만 세속적인 학교제도의 출발점을 형성하였으며, 16세기 라틴어학교의 선구자가 되었다. 이러한 시립학교가 수업에서는 교회학교와 거의 구분되지 않았지만, 도시의 의회가 교원을 채용하였고 대부분 독자적인 학교 감독기관과 학교규정을 지니고 있었다. 시립학교에서는 성직을 목표로 하는 높은 단계의 수업보다는 초보적인 수준의 교육을 실시하였다.
그 밖에 14세기부터 거대한 상업도시들에서 소위 모국어 쓰기학교와 모국어 읽기학교가 설립되었다. 이러한 학교들은 순수하게 사적으로 설립되었다. 시민들에게 편지나 영수증, 중서를 작성해 주는 일을 생업으로 삼은 남성들이 어린이들에게 읽기, 쓰기, 셈하기의 기술을 가르쳤던 것이다.
중세가 끝나갈 무렵에 많은 대도시들에 다양한 형태의 학교가 있었다. 모국어 쓰기학교와 모국어 읽기학교 이외에 라틴어학교가 있었다. 라틴어학교에서는 라틴어를 수업언어로 사용하였다. 상류계급과 중간계급의 도시민들은 읽고 쓰고 계산하는 기술을 지니게 되었다. 몇 세기 전에 이러한 기술은 성직계급과 상류귀족계급 그리고 왕궁의 관료들에게 제한되었던 것이다. 권위를 토대로 하는 순종적인 수업이 이루어졌으며, 학생들에게 많은 암기학습과 의무가 부과되었다.

## 대학의 성립

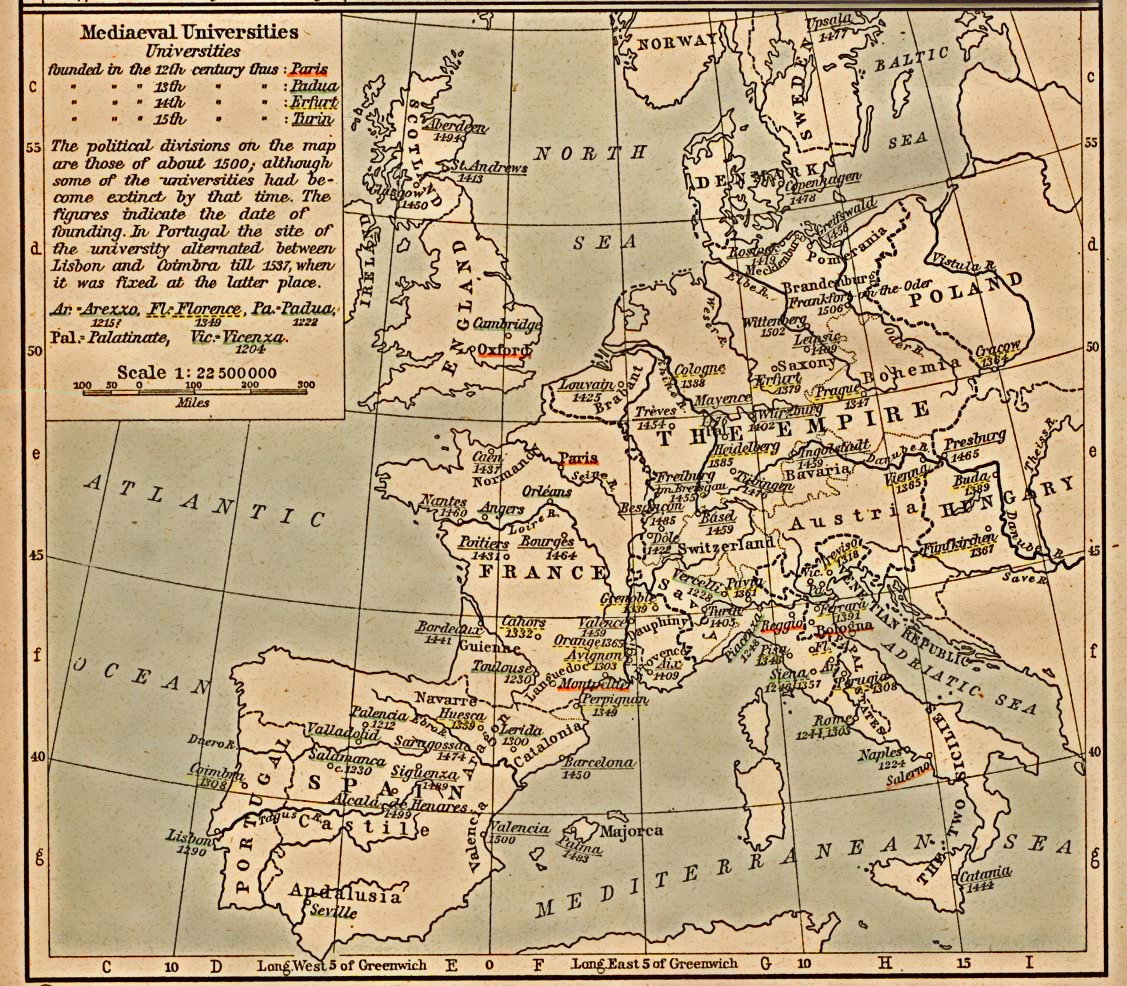
중세 대학의 분포와 그 설립시기.

중세 유럽 도시의 발달이 교육에 미친 효과는 새로운 형태의 고등교육기관에서 가장 두드러지게 나타났다. 중세 대학의 등장은 1200년과 1500년 사이에 있었던 가장 중요한 교육현상이었다. 12세기는 학문의 거대한 발전을 가져온 시기이다. 아리스토텔레스의 철학과 이슬람 문화권의 지식들이 서구 정신생활을 기름지게 촉진시켰다. 짧은 기간 동안에 학문이 눈에 띄게 발전했다. 예를 들어, 파리 지식인 사회의 대변인이었던 아벨라르에 의해 사변적인 철학과 신학이, 볼로냐의 이르네리우스(Irnerius)에 의해 로마법이, 그라티아누스에 의해 교회법이 발달하였다. 기존의 학교들이 급격히 성장하는 사람들의 인식욕구에 더 이상 대처하지 못하였기 때문에 학문연구를 위한 동료 집단이 형성되었다. 이것이 확장되어 하나의 거대한 지식인ㆍ학자단체가 형성되었다. 이들은 정신적이고 세속적인 세력들로부터 인정을 받게 되고 특권을 부여받게 되었다. 이러한 방식으로 이탈리아와 프랑스에서 최초의 대학들이 성립되었다. 이탈리아의 볼로냐 대학교와 살레르노 대학교, 프랑스의 파리 대학교 등이 대표적인 대학들이다. 엄밀히 말해서 이 대학들은 설립된 것이 아니라 자연스럽게 성장해서 점차 확고한 형태를 띠게 된 것이다. 오늘날의 대학교(University)을 의미하는 라틴어 UNIVERSITAS는 학문에 종사하는 교사와 학생의 단체(조합)을 나타낸 것으로, 당시 교육기관 자체는 ‘Studium Generale’라고 하였는데, 여기서 모든 분야의 학문연구가 수행되었기 때문에 붙여진 이름이다.
중세 대학은 학생들의 등록금에 의해 운영되기도 했고, 교회재산의 기부금과 대학교원들에게 부여되는 영주의 봉록에 의해 운영되기도 하였다. 중세 대학에는 학문연구의 자율성과 권위, 자치권 등에 대한 특권이 부여되게 되었다. 즉, 중세 대학은 수업, 시험, 학위수여 등의 독자적 권리를 보유하게 되었으며, 시간이 지나면서 대학 자체의 행정권이 부여됨으로써 교회나 국가권력의 사법권 밖에 있는 치외법권적 특권을 지니게 되었다. 중세 대학의 수업과 시험은 학부로 구성되었다. 대학은 대개 3개의 전문 학문적 성격을 지닌 상급 학부로서 신학부, 법학부, 의학부가 있었으며, 일반 학문 학급 학부에서는 ‘학예학부(Facultas Artium)’가 있었다. 학예학부에서는 ‘7가지 자유교과’의 체계가 새롭게 장려되었다. 학생들은 하급 ‘학예학부’에서 공부를 시작하여 1년 반 내지는 2년간의 과정을 마친 후에 시험을 통해 학사(Baccalarius)가 되었다. 대부분의 학생들은 학사가 되지 못하고 일찍이 대학을 떠났다. 학예학부는 ‘대학의 소금’으로 이곳에서 학생들은 기초교양 지식을 얻었고, 대학 재학 도중에 가장 열띤 토론을 펼쳤다. 학예학부를 마친 학생들 중 비교적 소수는 2년간의 공부를 통해 석사(Magister)자격을 획득했다. 이후 박사(Doctor) 학위가 부여되는 상급 학부를 위한 길이 있었다. 박사학위 소지자에게 상급학부에서 가르치는 권리를 부여했다. 대학에서 수업은 강의와 논쟁으로 이루어졌다. 강의는 학문에 대한 체계적인 해석을 하는 것이 아니라 교재를 설명하는 것이었다. 논쟁에서는 하나의 문제에 대하여 한 학생이 의견을 제시하고 변호하면, 나머지 학생들은 반론을 제기하는 방식으로 진행되었다. 대학에서 가르치는 내용과 삶의 형태는 물론 교회에 초점을 두고 있었다. 결혼을 하지 않는 것이 교사들에게 당연한 요청으로 간주되었다. 교사와 학생들은 대부분 공동합숙소나 학생기숙사에서 거주하였으며, 수도원적인 훈육 속에서 성직자들의 생활방식에 따라 생활하였다. 중세 대학들은 당시 지적 활동의 중심부로서 아리스토텔레스와 스콜라 학파의 정신을 널리 확장시킴으로써 고전문화의 계승자가 되었으며, 머지않아 일어나는 르네상스 운동의 바탕이 되었다.

## 참고 문헌
- 《교육사 교육철학 강의》, 김민한 저, 학문사, 2001.
- 《교육의 역사 철학적기초》, 남궁용권 저, 학문사, 1995.
- 《교육학적 사유를 여는 교육의 철학과 역사》 : 정영근 외 3인 저, 문음사, 1999
- 《교육학적 사유를 여는 교육의 철학과 역사(증보개정판)》 : 정영근 외 3인 저, 문음사, 2010
- 《교육사개설》 : P. 몬로 저, 교육과학사, 1994
- 《서양고대의 교육사상》 : 성기산 저, 대은출판사, 1983
- 《서양교육사》 : 윌리엄 보이드 저, 교육과학사, 1994
- 《서양교육사 연구》 : 성기산 저, 문음사, 1993
- 《중세의 지식인들》 : 자크 르 코프 저, 최애리 역, 동문선, 1999
- 《Geschichte der Pädagogik》 : A. Reble 저, Stuttgart University Press, 1967

## 같이 보기
- 동로마 제국의 교육
- 중세 전기의 교육
- 중세 후기의 교육